# TV Nova (телеканал, Хорватия)
TV Nova — хорватский региональный телеканал города Пула.
Вещает с 26 апреля 1996 года, доступен в хорватских региональных сетях: CCN, NUT и Kanal 5. Вещание осуществляется на 40-й и 63-й дециметровых частотах, в зону вещания входит юг Истрии.